# Рябов, Александр Семёнович
Александр Семёнович Рябов (1893, село Паленки Елецкого уезда Орловской губернии — 25.10.1964, Казань) — разработчик пороха, лауреат Сталинской премии (1948).
Окончил Константиновское артиллерийское училище (1916, Петроград). Участник Первой мировой войны. С 1919 г. командир запасной батареи (Казань). С 1920 г. командир артиллерийского дивизиона. В 1921 г. начальник школы младшего командирского состава (город Алатырь).
В 1921—1925 гг. курсант Артиллерийской академии имени Ф. Э. Дзержинского (Москва). После её окончания работал там же начальником отдела.
Участвовал в разработке патрона с трассирующей пулей Т-30 (1930 год).
В 1938 г. арестован, приговор — 10 лет ИТЛ. В 1940—1941 гг. руководитель группы в Особом техническом бюро (Остехбюро) 4-го специального отдела НКВД СССР при научно-исследовательском институте № 6 (НИИ-6, Москва). В 1941—1946 гг. руководитель группы в Особом техническом бюро № 40 при Казанском заводе № 40 имени В. И. Ленина.
В 1946 г. освобождён от отбытия наказания, реабилитирован и награждён орденом. Несколько месяцев работал начальником подотдела на заводе № 516 (город Люберцы Московской области).
В 1946—1964 гг. снова в Особом техническом бюро № 40 при Казанском заводе № 40 имени В. И. Ленина, начальник лаборатории.
Читал курс «внутренняя баллистика и приемные испытания порохов» в Казанском химико-технологическом институте.
Получил 2 авторских свидетельства на изобретения.
Сталинская премия 1948 года — за создание нового образца боеприпасов (за разработку пороха к новым образцам стрелкового оружия).